# D.E.B.S.
D.E.B.S. (no Brasil: D.E.B.S. - As Super Espiãs; em Portugal: D.E.B.S. - Espias em Acção) é um filme americano de ação-comédia de 2004 dirigido por Angela Robinson. É uma expansão de um curta-metragem de mesmo nome lançado em 2003.
Paródia de produções estreladas por espiãs, como As Panteras, o filme mostra um grupo de espiãs juvenis, as D.E.B.S., no encalço da vilã Lucy Diamond. Uma das espiãs, porém, acaba se envolvendo amorosamente com Lucy.

## Elenco
- Sara Foster - Amy Bradshaw
- Jordana Brewster - Lucy Diamond
- Meagan Good - Max Brewer
- Devon Aoki - Dominique
- Jill Ritchie - Janet
- Geoff Stults - Bobby Matthews
- Jimmi Simpson - Scud
- Holland Taylor - Mrs. Petrie
- Michael Clarke Duncan - Mr. Phipps
- Jessica Cauffiel - Ninotchka Kaprova
- Aimee Garcia - Maria